# Pronóstico de la trayectoria de los ciclones tropicales

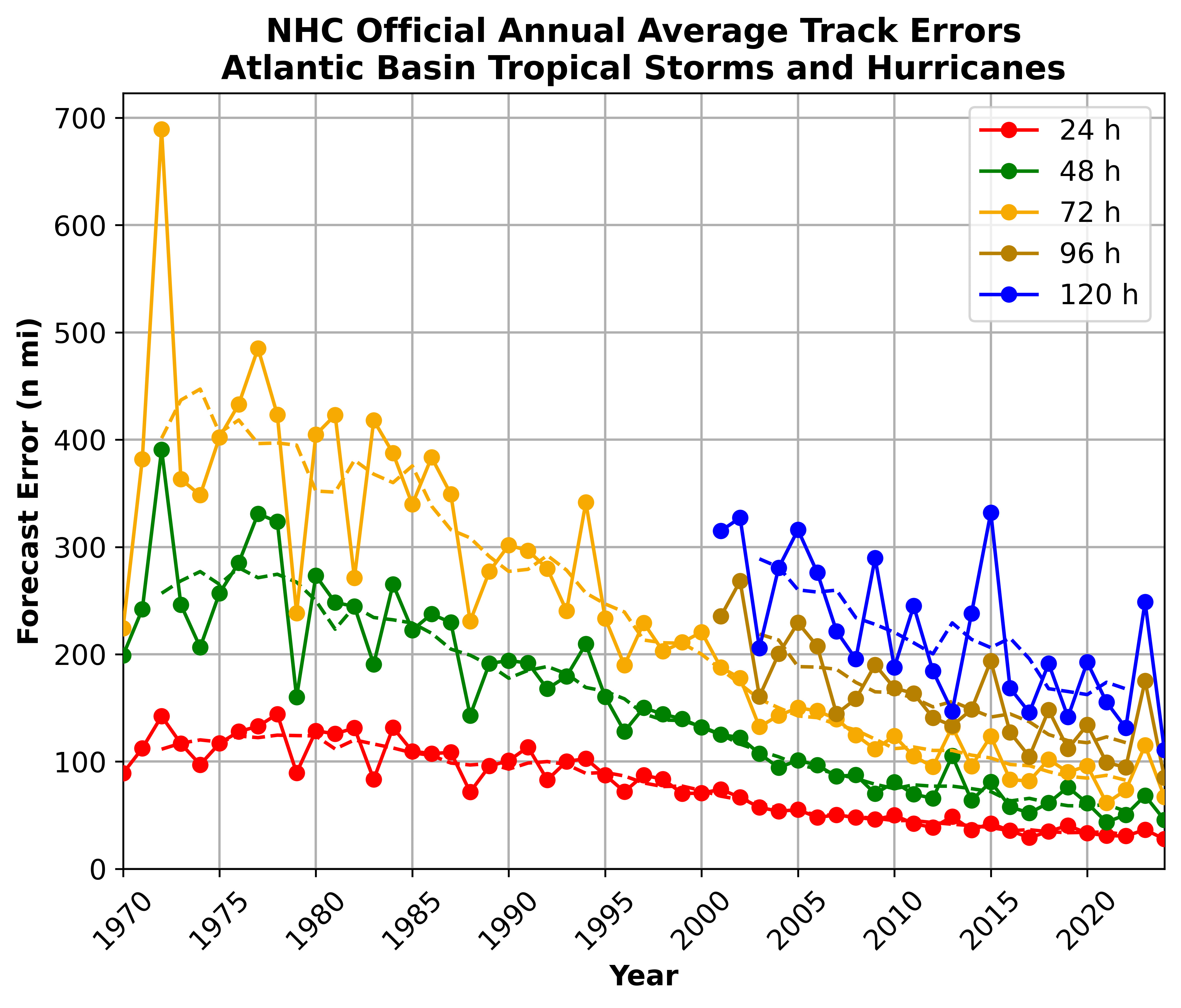
Errores de trayectoria en la cuenca atlántica

El pronóstico de la trayectoria de los ciclones tropicales consiste en predecir cada 6 a 12 horas la trayectoria que seguirá un ciclón tropical durante los próximos cinco días. Su historia ha evolucionado de un enfoque basado en una sola estación a un enfoque global que utiliza diversas herramientas y métodos meteorológicos para realizar predicciones. La meteorología de un lugar concreto puede mostrar signos de que se aproxima un ciclón tropical, como el aumento del oleaje, el aumento de la nubosidad, el descenso de la presión barométrica, el aumento de las mareas, las turbonadas y las precipitaciones intensas.
Las fuerzas que afectan a la dirección de los ciclones tropicales son los vientos del oeste de latitud superior, el alta subtropical y el efecto beta causado por los cambios del efecto coriolis dentro de fluidos como la atmósfera. Las predicciones precisas de la trayectoria dependen de la determinación de la posición y la fuerza de las zonas de alta y baja presión y de la predicción de cómo migrarán esas zonas durante la vida de un sistema tropical. Los modelos informáticos de pronóstico ayudan a determinar este movimiento con una antelación de cinco a siete días.

## Historia
Los métodos de pronóstico de los ciclones tropicales han cambiado con el paso del tiempo. Los primeros pronósticos conocidos en el hemisferio occidental fueron realizados por el teniente coronel William Reed del Real Cuerpo de Ingenieros en Barbados en 1847. Reed utilizó principalmente mediciones de la presión barométrica como base de sus pronósticos. El jesuita Benito Viñes introdujo un sistema de pronóstico y alerta basado en los cambios de nubosidad en La Habana durante la década de 1870. El pronóstico del movimiento de los huracanes se basaba en los movimientos de las mareas, así como en los cambios de las nubes y del barómetro a lo largo del tiempo. En 1895 se observó que los ciclones tropicales en las Indias Occidentales eran precedidos durante varios día por condiciones frías con una presión inusualmente alta. Antes del siglo XX, la mayoría de los pronósticos se realizaban mediante observaciones directas en estaciones meteorológicas, que luego se transmitían a los centros de pronóstico por telégrafo. Las observaciones de los barcos en el mar no estuvieron a disposición de los meteorólogos hasta la llegada de la radio a principios del siglo XX. A pesar de la emisión de alertas de huracanes para los sistemas que amenazaban la costa, la previsión de la trayectoria de los ciclones tropicales no se produjo hasta 1920. En 1922, ya se sabía que los vientos a una altitud de entre 3 y 4 kilómetros sobre la superficie del mar dentro del cuadrante frontal derecho de las tormentas eran representativos de la dirección de una tormenta, y que los huracanes tendían a seguir la isobara cerrada más externa de la alta subtropical.
En 1937 se utilizaron radiosondas para ayudar a pronosticar los ciclones tropicales. En la década siguiente, los militares empezaron a utilizar aviones de reconocimiento, con el primer vuelo dedicado a un huracán en 1943 y la creación de los cazadores de huracanes en 1944. En la década de  1950, se empezaron a utilizar radares meteorológicos costeros en Estados Unidos y en 1954 se iniciaron los vuelos de reconocimiento de investigación por parte de la que fue precursora de la División de Investigación de Huracanes. El lanzamiento del primer satélite meteorológico, TIROS-I, en 1960, introdujo nuevas técnicas en el pronóstico de ciclones tropicales que siguen siendo importantes en la actualidad. En los años 70, se incorporaron las boyas para mejorar la resolución de las mediciones en superficie, que hasta entonces no estaban del todo disponibles sobre la superficie del mar.

## Pronóstico de una sola estación del recorrido de un ciclón tropical

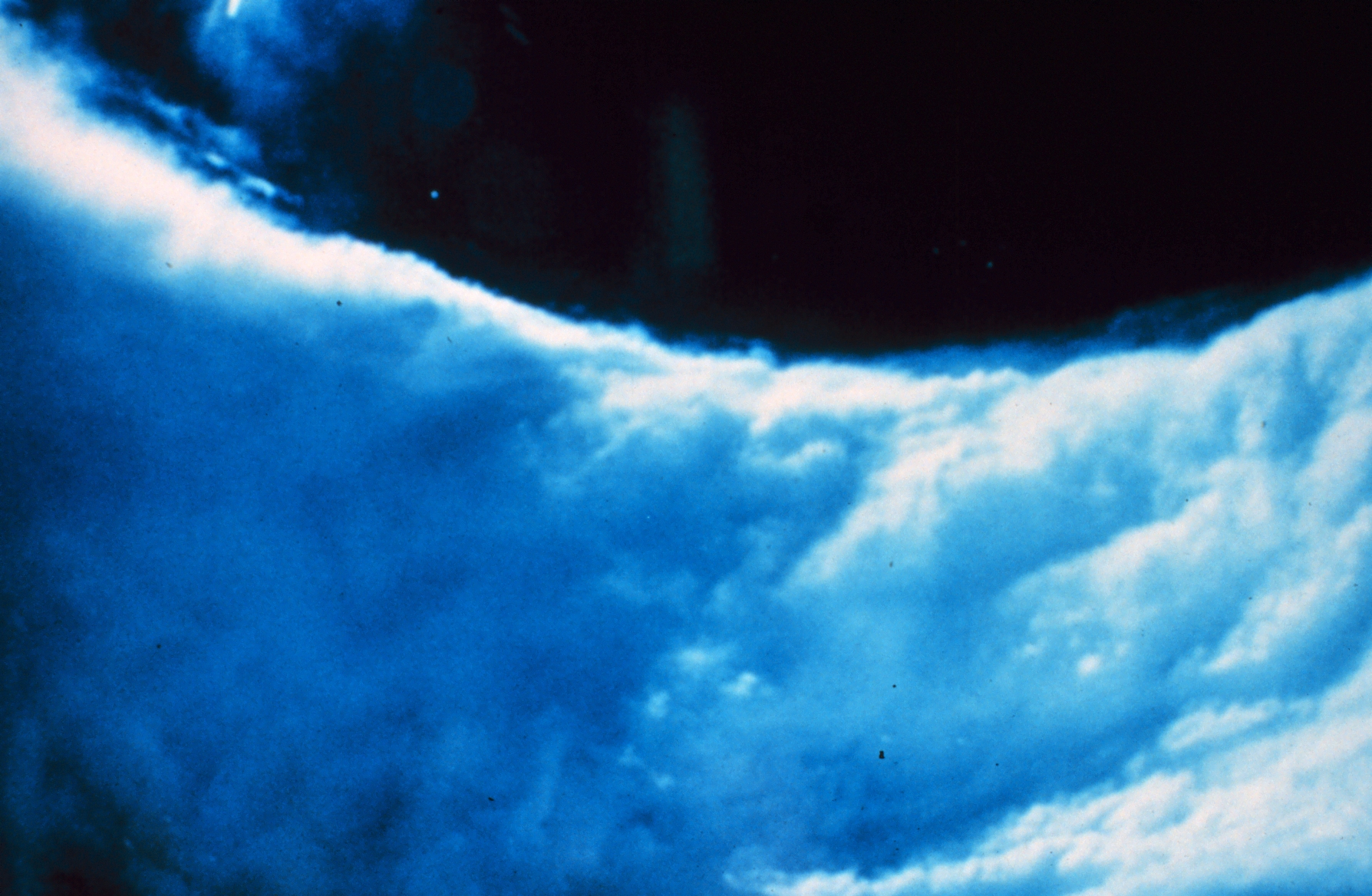
Imagen del cielo dentro del ojo de un ciclón tropical

Unos cuatro días antes de la llegada de un ciclón tropical típico, se producirá un oleaje oceánico de 1 metro de altura cada 10 segundos aproximadamente, que se desplazará hacia la costa desde la dirección en que se encuentre el ciclón tropical. El oleaje oceánico aumentará lentamente en altura y frecuencia cuanto más se acerque a tierra el ciclón tropical. Dos días antes del paso del centro, los vientos se calman a medida que el ciclón tropical interrumpe el flujo del viento ambiental. A las 36 horas antes al paso del centro, la presión comienza a descender y un velo de cirros blancos se aproxima desde la dirección del ciclón. A 24 horas de la máxima aproximación al centro, comienzan a entrar nubes bajas, también conocidas como la barra del ciclón tropical, a medida que la presión barométrica comienza a descender más rápidamente y los vientos comienzan a aumentar. En las 18 horas previas a la aproximación del centro, es habitual el clima de turbonada, con aumentos repentinos del viento acompañados de chubascos o tormentas eléctricas. Los vientos aumentan en las 12 horas previas a la aproximación del centro, alcanzando en ocasiones fuerza de huracán. La superficie del océano se cubre de espuma. Los objetos pequeños empiezan a volar con el viento. A 6 horas de la llegada de la tormenta, la lluvia es constante y la marejada ciclónica comienza a penetrar tierra adentro. A una hora del centro, la lluvia se vuelve muy intensa y se experimentan los vientos más fuertes dentro del ciclón tropical. 
Cuando el centro llega con un ciclón tropical fuerte, las condiciones meteorológicas mejoran y el sol se hace visible a medida que el ojo del ciclón se desplaza. En este punto, la presión deja de descender al alcanzarse la presión más baja dentro del centro de la tormenta. También es entonces cuando se alcanza la máxima profundidad de la marejada ciclónica. Una vez que el sistema se aleja, los vientos se invierten y, junto con la lluvia, aumentan repentinamente. La marejada ciclónica retrocede a medida que la presión aumenta repentinamente en la estela de su centro. Un día después del paso del centro, la nubosidad baja es sustituida por una nubosidad alta, y la lluvia se vuelve intermitente. Pasadas las 36 horas de la llegada del centro, la nubosidad alta desaparece y la presión comienza a estabilizarse

## Bases
El flujo a gran escala sinóptica determina entre el 70% y el 90% del movimiento de un ciclón tropical. El flujo medio en capas profundas a través de la troposfera se considera la mejor herramienta para determinar la dirección y la velocidad de la trayectoria. Si las tormentas experimentan una cizalladura vertical del viento significativa, el uso de un viento de nivel inferior como el nivel de presión de 700 hPa (a una altitud de 3000 m sobre el nivel del mar) funcionará como un mejor predictor. El conocimiento del efecto beta puede utilizarse para dirigir un ciclón tropical, ya que conduce a un rumbo más noroeste para los ciclones tropicales en el hemisferio norte debido a las diferencias en el efecto coriolis alrededor del ciclón. Por ejemplo, el efecto beta permitirá que un ciclón tropical se dirija hacia el polo y ligeramente a la derecha del flujo de dirección de la capa profunda mientras el sistema se encuentra al sur de la alta subtropical. Las tormentas que se desplazan hacia el noroeste lo hacen más rápido y hacia la izquierda, mientras que las que se desplazan hacia el noreste lo hacen más despacio y hacia la izquierda. Cuanto mayor sea el ciclón, mayor será el impacto del efecto beta.

Interacción de dos tifones

### Efecto Fujiwhara
Cuando dos o más ciclones tropicales están próximos entre sí, comienzan a girar cíclicamente alrededor del punto medio entre sus centros de circulación. En el hemisferio norte, esto ocurre en el sentido contrario a las agujas del reloj y en el hemisferio sur en el sentido de las agujas del reloj. Normalmente, los ciclones tropicales tienen que estar a menos de 1450 km de distancia entre sí para que se produzca este efecto. Es un fenómeno más común en el norte del océano Pacífico que en otros lugares, debido a la mayor frecuencia de actividad ciclónica tropical que se produce en esa región.

### Movimientos trocoidales
Las pequeñas oscilaciones en la trayectoria de un ciclón tropical pueden producirse cuando la convección se distribuye de forma desigual dentro de su circulación. Esto puede deberse a cambios en la cizalladura vertical del viento o en la estructura del núcleo interno. Debido a este efecto, los meteorólogos utilizan un movimiento de mayor duración (de 6 a 24 horas) para ayudar a pronosticar los ciclones tropicales, que actúa para suavizar tales oscilaciones.

## Modelos de pronóstico

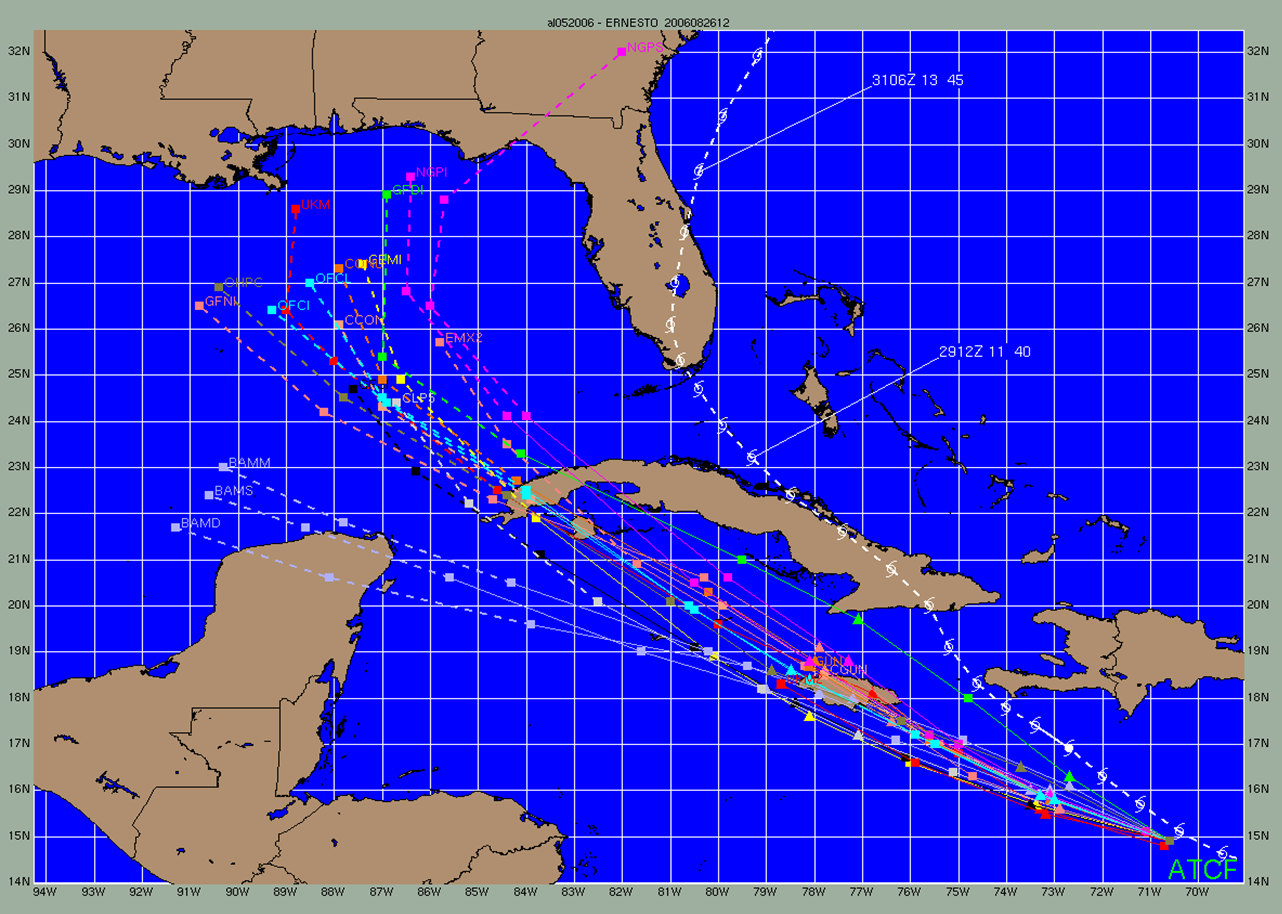
En ocasiones se siguen produciendo errores significativos en la trayectoria, como se observa en una de las primeras previsiones del huracán Ernesto (2006). La previsión oficial del Centro Nacional de Huracanes aparece en azul claro

Los ordenadores de alta velocidad y los sofisticados programas de simulación permiten a los meteorólogos utilizar modelos informáticos que pronostican las trayectorias de los ciclones tropicales basándose en la posición y la fuerza futuras de los sistemas de altas y bajas presiones. Combinando los modelos de previsión con un mayor conocimiento de las fuerzas que actúan sobre los ciclones tropicales y una gran cantidad de datos procedentes de satélites en órbita terrestre y otros sensores, los científicos han aumentado la precisión de los pronósticos de las trayectorias en las últimas décadas. La incorporación de misiones de sondeo del viento en torno a los ciclones tropicales en lo que se conoce como misiones de flujo sinóptico en la cuenca atlántica redujo el error de las trayectorias entre un 15 y un 20%. El uso de un consenso de modelos de pronóstico, así como de conjuntos de varios modelos, puede ayudar a reducir el error de previsión. Sin embargo, independientemente de lo pequeño que sea el error promedio, sigue siendo posible que se produzcan grandes errores dentro de la orientación. Un pronóstico preciso de la trayectoria es importante porque, si este es incorrecto, los pronósticos de intensidad, precipitación, marejada ciclónica y amenaza de tornado también serán incorrectos.

## Duración del periodo de pronóstico

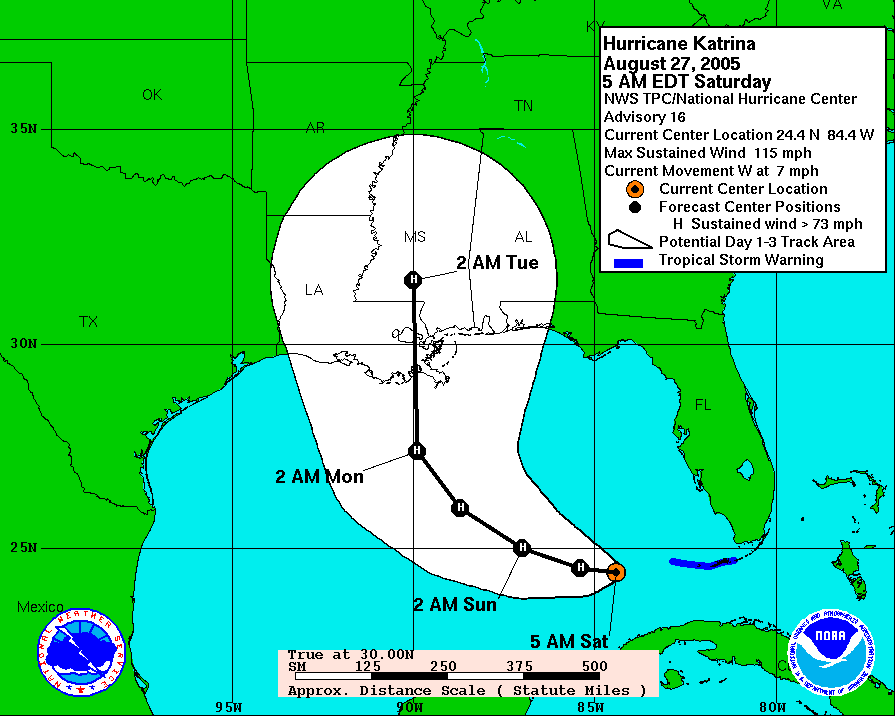
Pronóstico de tres días del Centro Nacional de Huracanes para el Katrina en 2005

Las previsiones de los avisos de huracán se emitieron pronosticando un día en el futuro en 1954, antes de ampliarse a 2 días en 1961 y a 3 días en 1964. A partir de mediados y finales de la década de 1990, la investigación sobre los ciclones tropicales y la forma en que los modelos de pronóstico manejan los sistemas condujo a mejoras sustanciales en el error de seguimiento. En 2001, el error se había reducido lo suficiente como para extender el seguimiento a 5 días en el futuro en los avisos públicos. Además, a las 1700 UTC durante la temporada de huracanes, tiene lugar una llamada de coordinación de medio alcance entre el Centro de Predicción Hidrometeorológica y el Centro Nacional de Huracanes para coordinar la ubicación de los ciclones tropicales en los pronósticos de presión de medio alcance 6 y 7 días en el futuro para el noreste de las cuencas del Pacífico y del Atlántico. De vez en cuando, incluso en este intervalo de tiempo, se pueden realizar predicciones acertadas.
En los pronósticos, el Centro Nacional de Huracanes utiliza un cono de pronóstico de trayectoria para la representación gráfica de la incertidumbre en sus pronósticos de la ubicación futura de un ciclón tropical. El cono representa la posición probable del centro de circulación de un ciclón tropical, y se hace dibujando un conjunto de círculos centrados en cada punto de pronóstico (de 12, 24, 36, 48, y 72 horas para una previsión de tres días, así como 96 y 120 horas para una previsión de cinco días). El radio de cada círculo es igual a dos tercios de los errores históricos de las previsiones oficiales de los 5 años anteriores. El cono se construye trazando una línea tangente que une el límite exterior de todos los círculos. El Centro Nacional de Huracanes afirma que “cabe esperar que la trayectoria completa del ciclón tropical permanezca dentro del cono aproximadamente entre el 60% y el 70% del tiempo”.